# Орани (село)
Орани (укр. Орані) — село в Владимир-Волынской городской общине Владимирского района Волынской области Украины.
Население по переписи 2001 года составляет 23 человека. Почтовый индекс — 44740. Телефонный код — 3342. Занимает площадь 0,365 км².